# Estació de Sarria
|  | Aquest article tracta sobre l'estació d'Adif a la província de Lugo. Si cerqueu l'estació del metro de Barcelona, vegeu «Estació de Sarrià». |

L'estació de Sarria es troba a la localitat gallega de Sarria, a la província de Lugo. Té serveis de mitjana i llarga distància operats per Renfe.
Pertany a la línia que uneix Lleó amb la Corunya i es troba entre Lugo i Monforte de Lemos. La línia és d'ample ibèric, en via única i sense electrificar.

## Trens

### Mitjana Distància
| Línia | Origen/destinació | Destinació/origen |
| ----- | ----------------- | ----------------- |
| 4     | A Coruña          | Monforte de Lemos |

### Llarga Distància
| Tren                | Origen/destinació | Parades Intermèdies | Destinació/origen | Observacions                 |
| ------------------- | ----------------- | --- | ----------------- | ---------------------------- |
| Alvia               | Ferrol            | Pontedeume · Betanzos-Cidade · Betanzos-Infesta · Curtis · Teixeiro · Guitiriz · Lugo · Sarria · Monforte de Lemos · Ourense-Empalme · A Gudiña · Puebla de Sanabria · Zamora · Medina del Campo · Segovia-Guiomar                                                                                                  | Madrid-Chamartín  | 2 trens diaris per sentit    |
| Trenhotel Atlántico | Ferrol            | Pontedeume · Betanzos-Cidade · Betanzos-Infesta · Curtis · Guitiriz · Lugo · Sarria · Monforte de Lemos · San Clodio-Quiroga · A Rúa-Petín · O Barco de Valdeorras · Ponferrada · Bembibre · Astorga · Veguellina · León · Sahagún · Palència · Venta de Baños · Valladolid-Campo Grande · Medina del Campo · Àvila | Madrid-Chamartín  | 6 trens setmanals per sentit |
| Trenhotel Galicia   | A Coruña          | Betanzos-Infesta · Curtis · Lugo · Sarria · Monforte de Lemos · San Clodio-Quiroga · A Rúa-Petín · O Barco de Valdeorras · Ponferrada · Astorga · León · Palència · Burgos-Rosa de Lima · Logronyo · Castejón de Ebro · Tudela de Navarra · Saragossa-Delicias · Lleida Pirineus · Camp de Tarragona                | Barcelona-Sants   | 1 tren diari per sentit      |